# Magyar futsal-szuperkupa
A magyar futsal szuperkupa egy 2008-ban alapított, a Magyar Labdarúgó-szövetség által kiírt kupa, amely tradicionálisan az új idény első meccsét jelenti, s az előző év bajnoka játszik az előző év kupagyőztesével.

## Történelem
A 2008-ban alapított Szuperkupát eddig mindig a aktuális bajnokcsapat nyerte meg. Először a Berettyóújfalu, majd kétszer a győri Rába ETO. A többi idényben azért nem rendezték meg a szuperkupa mérkőzéseket mert a bajnok és a kupagyőztes csapat ugyanaz volt. 2018-tól nem szerepel a versenykiírásban a sorozat.

## Mérkőzések
Az alábbi táblázatban az eddigi megrendezett döntők láthatók. A többi évben vagy nem rendezték meg, vagy nem volt kiírva mivel a bajnok és a kupagyőztes ugyanaz a csapat volt.
| Kiírás | Bajnok               | Kupagyőztes         | Eredmény | Helyszín    | Nézőszám |
| ------ | -------------------- | ------------------- | -------- | ----------- | -------- |
| 2008   | MVFC Berettyóújfalu  | Aramis SE           | 2–1      | Gyöngyös    | -        |
| 2012   | Rába ETO Futsal Club | MVFC Berettyóújfalu | 6–2      | Salgótarján | -        |
| 2014   | Rába ETO Futsal Club | MVFC Berettyóújfalu | 6–2      | Dunakeszi   | 400      |